# Matoniaceae
Matoniaceae is een kleine familie met twee recente geslachten en vier recente soorten varens, die beperkt zijn tot de tropische regio Malesië.
Fossielen van Matoniaceae worden voor het eerst aangetroffen in het midden-Mesozoïcum.

## Naamgeving enetymologie
- Engels: Matonioids

De familie Matoniaceae is vernoemd naar het geslacht Matonia.

## Kenmerken
Matoniaceae zijn vaatplanten met een zeer duidelijke generatiewisseling. De sporofyten bezitten goed ontwikkelde wortels, stengels en macrofyllen (bladen met vertakte nerven) en een uitgebreid systeem van vaatbundels. De gametofyten zijn veel kleiner en bestaan uit niet meer dan een prothallium.
De bladen zijn waaiervormig samengesteld, gaffelvormig- of veervormig vertakt. De stengels zijn solenostelisch met een centrale en ten minste twee concentrische ringen vaatbundels.
De sporenhoopjes of sori dragen schildvormige dekvliesjes en groeperen sporendoosjes of sporangia met korte steeltjes en een schuine annulus (een lijn van bijzondere, verdikte cellen van de sporangiumsteel tot de top, die een rol speelt bij het openen van het sporendoosje). De sporen rijpen gelijktijdig en zijn bol- tot kubusvormige tetrasporen.
De gametofyten zijn groen en hebben gegolfde randen.

## Habitaten verspreiding
De familie omvat enkel terrestrische soorten die qua verspreiding beperkt zijn tot de fytogeografische regio Malesië.

## Taxonomie
In de recente taxonomische beschrijving van Smith et al. (2006) is de familie Matoniaceae naast de Gleicheniaceae en de Dipteridaceae opgenomen in de orde Gleicheniales.
Volgens diezelfde auteurs omvat de familie twee recente geslachten met elk twee soorten. De familie vormt in deze samenstelling een monofyletische groep.
Daarnaast worden in de Matoniaceae enkele fossiele geslachten geplaatst.
- Familie: Matoniaceae
  - Geslachten:
    - Konijnenburgia †
    - Phlebopteris †
    - Matonia
    - Nathorstia †
    - Phanerosorus

Geslacht: Konijnenburgia †

Soorten: K. alata · K. bohemica · K. galleyi · K. latifolia

Geslacht: Matonia

Soorten: M. foxworthyi · M. pectinata

Geslacht: Nathorstia †

Soort: N. angustifolia · N. fascia 

Geslacht: Phanerosorus

Soorten: P. major · P. sarmentosus 

Geslacht: Phlebopteris †

Soorten: P. angustiloba · P. braunii · P. elegans · P. hirsuta · P. polypodioides · P. smithii